# Довилайское староство
Довилайское староство (лит. Dovilų seniūnija) — одно из 11 староств Клайпедского района, Клайпедского уезда Литвы. Административный центр — местечко Довилай.

## География
Расположено в западной части Литвы, в Приморской низменности побережья Балтийского моря. По территории староства протекают следующие реки: Смелтале, Смелтайте, Толупис, Кирнупалис, Кятвяргио, Лашиупис, Миния, Кисупе, Рокупис, Аглуона, Скардупе, Айсе, Старая Айсе, Кулупис. Наиболее крупными лесами являются: Кишкенайский, Думпяйский, Шямяйский, Лиекнас, Пилякалнис, Байчяйский.

## Население
Довилайское староство включает в себя местечко Довилай и 30 деревень.